# Aoba (Schiff)
Die Aoba (jap. 青葉) war ein Schwerer Kreuzer der Kaiserlich Japanischen Marine im Zweiten Weltkrieg. Sie war das Typschiff der aus zwei Schiffen bestehenden Aoba-Klasse. Benannt war sie nach dem Berg Aoba, einem erloschenen Vulkan bei Maizuru in Japan.

## Bau und Modernisierungen

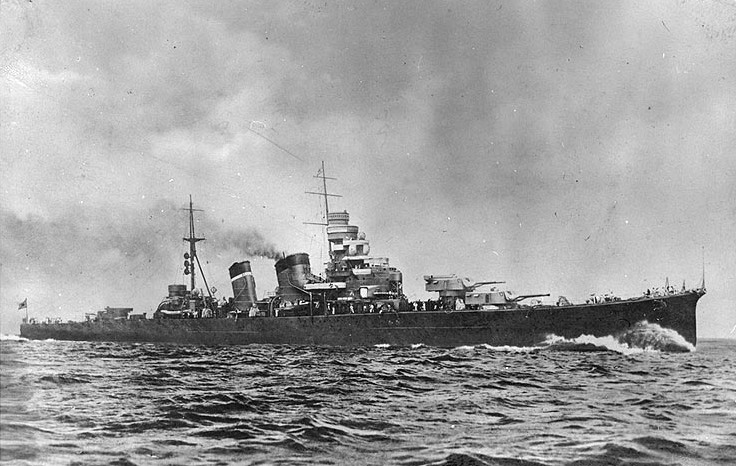
Die Aoba kurz nach ihrer Fertigstellung mit Zwillingstürmen. Die Stelle, an der zwischen Brückenaufbau und Turm „B“ ursprünglich ein weiterer Geschützturm geplant war, ist an der Lücke zu erkennen.

Die Aoba wurde auf der Werft von Mitsubishi bei Nagasaki im Januar 1924 auf Kiel gelegt. Sie war als drittes Schiff der Furutaka-Klasse geplant worden, jedoch hatten sich bei ihren beiden Vorgängern mehrere Schwächen in der Konstruktion offenbart, so dass die Pläne zum Bau der Aoba und ihres Schwesterschiffes Kinugasa grundlegend überarbeitet wurden.
Zwischen 1938 und 1940 ging die Aoba erneut in die Werft. Sie erhielt eine verstärkte Flugabwehrbewaffnung und der Brückenaufbau wurde umgebaut, um neue Feuerleitsysteme unterzubringen. Sie erhielt ebenfalls Torpedowülste, die den Rumpf verbreiterten. Ein Katapult zum Start von Wasserflugzeugen wurde unmittelbar hinter Turm C montiert. Die Aoba konnte in der zweiten Hälfte des Pazifikkrieges bis zu zwei Flugzeuge vom Typ Aichi E13A mitführen.

## Einsatzgeschichte

### Pazifik
Zu Beginn des Pazifikkrieges hatte die Aoba die Aufgabe, verschiedene Landungsunternehmungen japanischer Truppen zu unterstützen, darunter die Invasionen von Guam und Wake im Dezember 1941 sowie die Landungen auf Rabaul und Kavieng im Frühjahr 1942.

### Savo Island
Unter dem Oberbefehl von Vizeadmiral Mikawa drangen die Aoba und vier weitere schwere Kreuzer am 8. August 1942 in den Sund vor Guadalcanal ein und gerieten in ein Gefecht mit alliierten Kreuzern. Die Aoba lief an zweiter Stelle hinter dem Kreuzer Chōkai, der die Formation führte. Die Kanoniere der Aoba erzielten mehrere Treffer auf den gegnerischen Kreuzern und einer ihrer Typ-93-Torpedos traf die Quincy. Der Kreuzer selbst erhielt einen Granattreffer und verlor eines seiner Aufklärungsflugzeuge, das vor der Schlacht gestartet war, um die gegnerischen Schiffe mit Leuchtbomben zu illuminieren.

### Cape Esperance bis Ende 1943
In der Nacht vom 11. auf den 12. Oktober 1942 wurde die Aoba als Flaggschiff von Konteradmiral Gotō eingesetzt, um Henderson Field auf Guadalcanal zu beschießen. Sie traf gemeinsam mit der Kinugasa und der Furutaka bei Cape Esperance, nordwestlich von Guadalcanal, auf eine Flotte amerikanischer Kreuzer, die, mit Radar ausgerüstet, den japanischen Verband in der Dunkelheit überraschten. Die Aoba wurde von 40 Granaten getroffen, die vor allem an den Aufbauten schwere Schäden anrichteten und die Brücke zerstörten. Konteradmiral Gotō erlitt dabei eine tödliche Verwundung und rund 80 Seeleute wurden getötet. Die Aoba musste vom 22. Oktober bis zum 13. Februar des folgenden Jahres in Kure repariert werden. Turm C wurde dabei entfernt und an seine Stelle eine 25-mm-Drillingsmaschinenkanone gesetzt.

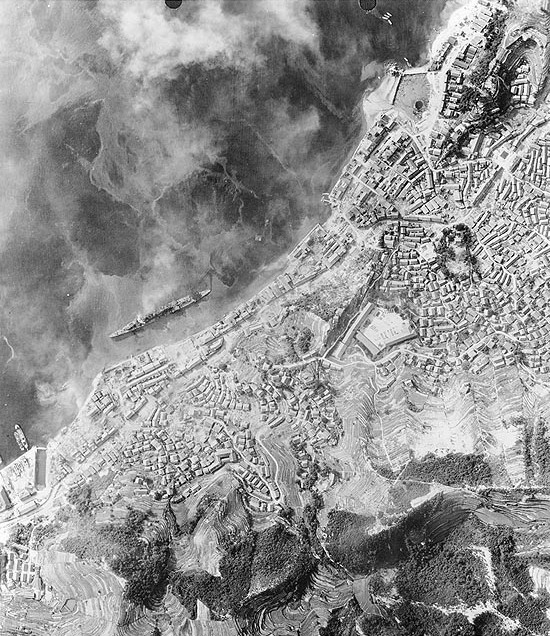
Luftaufnahme der Aoba bei Kure am 28. Juli 1945.

Am 3. April 1943 wurde der Kreuzer, bei Kavieng vor Anker liegend, von tief anfliegenden B-17-Bombern getroffen. Eine 500-lb.-(227-kg)-Fliegerbombe explodierte an einem der Torpedorohrsätze der Aoba und sprengte zwei Typ-93-Torpedos. Um das Sinken durch progressive Flutungen zu verhindern, musste sie auf den Strand gesetzt werden. Nach Notreparaturen lief sie zurück nach Japan und war erst im November 1943 wieder einsatzbereit. Hier erhielt sie auch Turm C zurück, der inzwischen repariert worden war. Ein Typ-21-Radarsystem und zwei 25-mm-Zwillingsmaschinenkanonen wurden ebenfalls installiert.

### Indischer Ozean
Am 1. März 1944 lief sie als Flaggschiff einer japanischen Flotte unter Konteradmiral Sakonju Naomasa zum Angriff auf alliierte Handelsschifffahrt in den Indischen Ozean aus. Während dieser Attacke im Indischen Ozean versenkte die Flotte den britischen Frachter Behar und nahm 104 Überlebende des Schiffes auf, von denen 89 einige Tage später auf Anordnung von Konteradmiral Sakonju enthauptet oder erschossen wurden.

### Transportdienst
Im April 1944 war die Aoba für Transporteinsätze eingeteilt. Von Singapur brachte sie vom 15. bis 19. Torpedos nach Penang. Anschließend lief sie nach Davao aus. Sie hatte technisches Personal für den Luftstützpunkt auf der Insel geladen. In der Straße von Makassar lief am 23. April einer der begleitenden Zerstörer, die Amagiri, auf eine Magnetmine und ging unter. Die Überlebenden wurden von der Aoba geborgen.
Um die strategisch wichtige Insel Biak mit ihrem wichtigen Flugplatz gegen eine erwartete Landung der Alliierten verteidigen zu können, sollten weitere japanische Soldaten dorthin verlegt werden. Die Aoba, der Leichte Kreuzer Kinu und die Zerstörer Shikinami, Shigure, Uranami, Harusame, Shiratsuyu und Samidare transportierten für diese Operation im Mai 1944 Soldaten von Palau nach Sorong. Die Aoba nahm aber am letzten Teil des Einsatzes, dem Transport nach Biak, nicht teil.

### Philippinen
Als Teil der japanischen Flotten, die im Oktober 1944 die Landung amerikanischer Truppen auf den Philippinen verhindern sollten, wurde die Aoba, wieder als Flaggschiff von Konteradmiral Sakonju, der 16. Kreuzerdivision zugeteilt.
So nahm das Schiff nicht an der See- und Luftschlacht im Golf von Leyte teil, sondern hatte die Aufgabe, einen Konvoi aus Frachtschiffen mit Nachschubgütern nach Mindanao zu eskortieren. Der Konvoi beförderte Truppen des 102. und 30. Infanterieregiments in vier schnellen Frachtern, die von der Aoba, dem leichten Kreuzer Kinu und einem Zerstörer begleitet wurden.
Am frühen Morgen des 23. Oktober 1944 wurde die Aoba um 3:25 Uhr von dem amerikanischen U-Boot Bream einige Seemeilen Nord-Westlich von Mindoro angegriffen. Aus dem Torpedofächer von sechs traf einer die Aoba an Steuerbord auf Höhe der Maschinenräume. Maschinenraum 2 lief sofort voll und das Schiff legte sich um 15° auf seine Steuerbordseite. Nach dem Ausfall ihrer Maschinen musste sie von der Kinu zu einer japanischen Reparatureinrichtung bei Manila geschleppt werden. Aufgrund von Funksprüchen war den Amerikanern der Ankerplatz bekannt und sie griffen ihn mit Flugzeugen an. Der Kreuzer konnte jedoch später nach Japan verlegt werden.

## Ende

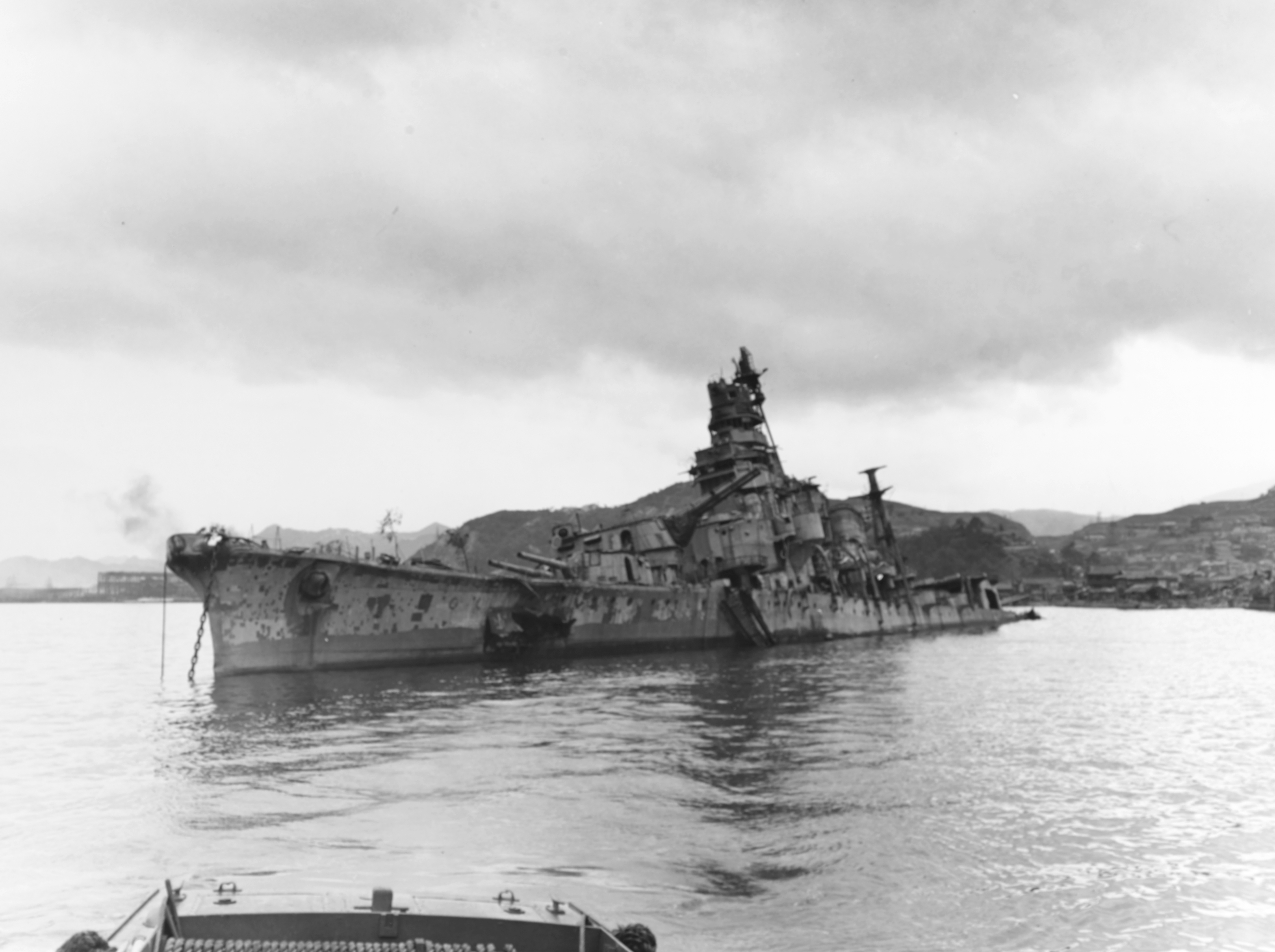
Die Aoba liegt auf ihrem Ankerplatz bei Kure im Oktober 1945 auf Grund. Das Loch in der Bordwand am Vorschiff stammt vom Bombentreffer am 24. Juli

In Japan lag die Aoba anschließend wegen Treibstoffmangels fest. Sie wurde nicht vollständig repariert, sondern als schwimmende Flugabwehrplattform bei Kure verankert. Sie wurde am 24. und 28. Juli 1945 an ihrem Ankerplatz von amerikanischen Flugzeugen angegriffen, die von Flugzeugträgern der Task Force 38 gestartet waren.
Am 24. wurde sie von einer 500-lb.-(227-kg)-Bombe auf der Backbordseite auf Höhe der Wasserlinie am Bug getroffen. Die Explosion riss die Bordwand großflächig auf und der Kreuzer nahm so viel Wasser auf, dass er mit dem Vorschiff auf den seichten Grund sackte. Eine schwere Bombe verfehlte knapp das Schiff und wurde durch ihren Verzögerungszünder unterhalb der Wasseroberfläche backbord, neben der Bordwand der Aoba zur Explosion gebracht. Das Resultat war das Volllaufen des Backbordmaschinenraums und, in Kombination mit der von den Schiffssicherung eingeleiteten Gegenflutungen und dem langsamen Volllaufen eines Steuerbordmaschinenraums durch undichte Schotten, das Absacken des Schiffs vom Bug bis zur Schiffsmitte auf den Grund. Die Besatzung blieb zunächst an Bord, aber nur die 25-mm-Flugabwehrkanonen, für deren Betrieb kein Strom aus den Maschinenräumen gebraucht wurde, funktionierten noch.
Am 28. Juli trafen vier weitere Bomben das Schiff und richteten vor allem achtern so schwere Schäden an, dass die Aoba über die gesamte Schifflänge auf den Meeresgrund sackte. Die überlebenden Besatzungsmitglieder gingen nach den Angriffen vom 28. Juli endgültig von Bord.
Das Wrack der Aoba wurde nach dem Krieg verschrottet.

## Liste der Kommandanten
| Nr. | Name                                | Beginn der Amtszeit | Ende der Amtszeit | Bemerkungen                                                      |
| --- | ----------------------------------- | ------------------- | ----------------- | ---------------------------------------------------------------- |
| 1.  | Kapitän zur See Otani Shiro         | 20. September 1927  | 15. November 1927 | seit 1. April 1927 mit der Baubelehrung betraut                  |
| 2.  | Kapitän zur See Inoue Choji         | 15. November 1927   | 10. Dezember 1928 |                                                                  |
| 3.  | Kapitän zur See Higurashi Toshiu    | 10. Dezember 1928   | 30. November 1929 |                                                                  |
| 4.  | Kapitän zur See Katagiri Eikichi    | 30. November 1929   | 1. Dezember 1930  |                                                                  |
| 5.  | Kapitän zur See Koga Mineichi       | 1. Dezember 1930    | 1. Dezember 1931  |                                                                  |
| 6.  | Kapitän zur See Hoshino Kurakichi   | 1. Dezember 1931    | 15. November 1932 |                                                                  |
| 7.  | Kapitän zur See Koike Shiro         | 15. November 1932   | 15. November 1933 |                                                                  |
| 8.  | Kapitän zur See Sugiyama Rokuzō     | 15. November 1933   | 20. Februar 1934  |                                                                  |
| 9.  | Kapitän zur See Mikawa Gun’ichi     | 20. Februar 1934    | 15. November 1934 |                                                                  |
| 10. | Kapitän zur See Goga Keijiro        | 15. November 1934   | 15. November 1935 |                                                                  |
| 11. | Kapitän zur See Hiraoka Kumeichi    | 15. November 1935   | 15. November 1937 |                                                                  |
| 12. | Kapitän zur See Hirose Sueto        | 15. November 1937   | 15. November 1939 |                                                                  |
| 13. | Kapitän zur See Akiyama Katsuzo     | 15. November 1939   | 1. November 1940  |                                                                  |
| 14. | Kapitän zur See Mori Tomoichi       | 1. November 1940    | 25. Juli 1941     |                                                                  |
| 15. | Kapitän zur See Hisamune Yonejiro   | 25. Juli 1941       | 10. November 1942 |                                                                  |
| -   | Kapitän zur See Araki Tsutau        | 10. November 1942   | 31. Dezember 1942 | mit der Wahrnehmung der Geschäfte betraut                        |
| 16. | Kapitän zur See Tawara Yoshioki     | 31. Dezember 1942   | 24. Februar 1943  |                                                                  |
| 17. | Kapitän zur See Yamamori Kamenosuke | 24. Februar 1943    | 4. Juni 1944      |                                                                  |
| 18. | Kapitän zur See Yamazumi Chusaburo  | 4. Juni 1944        | 1. Januar 1945    |                                                                  |
| -   | Kapitän zur See Murayama Seiroku    | 1. Januar 1945      | 28. Juli 1945     | Hafenkapitän von Kure, mit der Wahrnehmung der Geschäfte betraut |